# Accaparement
L'accaparement est une manœuvre économique réalisée par un ou plusieurs individus qui vont accumuler un bien pour provoquer sa raréfaction artificielle et tirer un bénéfice de l'augmentation des prix qui en résulte.

## Concept
L'accaparement est avant tout la prise de contrôle d'un bien commun (par ex. l'eau potable, les terres arables, la forêt, les ressources halieutiques, etc.), d'un bien rare (par ex. l'eau dans une région aride), d'un accès à un lieu (servitude (droit)) ou à un service, ou à une ressource naturelle pas, peu, coûteusement, difficilement ou lentement renouvelable), retirant de fait ce bien à ses propriétaires ou utilisateurs légitimes. L'accaparement peut passer par des moyens légaux qui le légitiment, comme dans le cas d'une prise de contrôle via un investissement dans une entreprise ou sur un marché, et donner lieu à une pratique de rétention de ressources.
En finance, l'accaparement est une combinaison de spéculation et de manipulation de marché. Il rentre dans la catégorie des abus de marché.

## Exemples
L'accaparement peut toucher la propriété immobilière et/ou foncière. On observe aussi, aux États-Unis et dans certaines grandes villes (Londres par exemple), un accaparement du marché locatif : profitant de la crise des subprimes et de la crise de 2008, un nouveau type d'entreprise est né (ex : Progress Residential), qui se sont spécialisé dans l'achat prédateur de maisons unifamiliales et individuelles. Ces acquisitions (faites via un fonds d'investissement immobilier, Pretium Partners spécialement créé pour cela, dans le cas de l'exemple de Progress Residential) ont été dans un premier temps facilitées par une chute des prix, chute due aux millions de saisies conjointement induites par la crise. Ces maisons sont ensuite gérées et louées avec des loyers de plus en plus élevés. Ainsi, en 9 ans (de 2012 à 2021) Progress Residential s'est constitué un portefeuille d'environ 75 000 maisons aux États-Unis. Ce type de stratégie est source de colère chez ceux qui en sont victimes, et inquiète nombre d'économistes et la Réserve fédérale car contribuant à une nouvelle bulle immobilière (ces titres "adossés à des locations" pourraient à nouveau déstabiliser le marché immobilier, encore tendu et vulnérable). 

## Source de Droit
Lors de périodes de guerres ou de troubles politiques, des accapareurs ont fréquemment par le passé tenté de s'enrichir en raréfiant les denrées alimentaires. Ces pratiques ont été à l'origine de la loi sur l'accaparement pendant la Révolution française.